# Беркут (футбольный клуб, Армянск)
«Бе́ркут» — крымский футбольный клуб из города Армянск, выступавший в Премьер-лиге Крымского футбольного союза. На момент основания клуб представлял город Евпаторию.

## История
Клуб, на базе которого был создан «Беркут», назывался «Агрокапитал» (Суворовское) и представлял на республиканском уровне Сакский район.
Первый официальный матч команда «Беркут» провела 21 марта 2015 года в рамках 1/4 финала Кубка Крыма. Соперником на тот момент евпаторийской команды был «Бахчисарай». Благодаря двум голам Ленура Ахунова «хищники» одержали победу со счётом 2:0. Пройдя «Бахчисарай», команда из Евпатории попала на керченский «Океан», которому уступила по результатам двух матчей. Таким образом, первый в истории Беркута поход за Кубком Крыма завершился на стадии 1/2 финала.
18 апреля того же года «Беркут» в дерби против «Евпатории» стартовал во Всекрымском турнире, по результатам которого команда главного тренера Сергея Борисовича Леженцева заняла в Группе Б 5-е место из 10. По итогам этого соревнования были выбраны 8 команд, сформировавшие Премьер-лигу Крымского футбольного союза. Главным принципом составления крымского чемпионата был — «один город — одна команда». На место от Евпатории претендовали одноимённый футбольный клуб и «Беркут». Руководство КФС отдало единственную путёвку в новый чемпионат ФК «Евпатория». Непопадание в главный турнир Крыма стало неожиданностью для руководства «Беркута», но выход был найден достаточно быстро — было принято решение перевезти футбольный клуб из Евпатории в Армянск и вновь подать заявку на участие в чемпионате. Эта заявка была принята, и «Беркут» (Армянск) вошёл в восьмёрку первых команд КПЛ.
30 апреля 2016 года игроки клуба из-за задолженности по зарплате бойкотировали матч против «Бахчисарай», игра не состоялась, а клубу из-за неявки игроков было засчитано техническое поражение. Большинство игроков самовольно покинули расположение клуба и были исключены из заявки, и 12 мая 2016 года клуб снялся с турнира Крымской Премьер-лиги и был расформирован.